# VaVa
VaVa（ヴァヴァ、1993年1月5日 - ）は、日本のトラックメイカー、DJ、ヒップホップMC、音楽プロデューサー、歌手である。東京都杉並区在住。
所属レーベルはSUMMIT。クリエイティブチーム「CreativeDrugStore」所属。本名は馬場貴大。

## 略歴
何気なく入学した大学のクラスの男子に「気が合いそうだ」という理由だけで、当時高校生だったBIM、in-dを突然紹介される。
高校生の頃、tofubeats主催の企画「HARDOFF BEATS」に感動し、本人に連絡。その連絡が返ってきたことが切っ掛けとなり、楽曲制作を開始（HARDOFF BEATS参照）。ビートメイカーとして活動をスタート。
2012年に公開されたTHE OTOGIBANASHI'Sの「Pool」のMVが話題となり、エンドロールに使用された「Sauvage」が評価された。2013年、自身の初となるビートアルバム「Blue Popcorn」が完成。イベントなどで少数が限定販売された。同年6月、THE OTOGIBANASHI'SのメンバーであるBIMと、BIM&VaVa名義でMix CD「SUMMER SELECTED」を限定枚数のみ制作、販売した。
2014年、BIM,dooooと共にビートテープ「創造的映像音楽」を制作、販売した。
2015年に発売されたTHE OTOGIBANASHI'Sの2ndアルバム「BUSINESS CLASS」では代表曲「Department」など、多くの楽曲提供を行った。5月30日、出演した『THE COCKPIT』が渋谷ユーロスペースにて公開される。監督は三宅唱。
2016年、自身2作目となるビートアルバム「Jonathan」を制作、販売。10月、自身のやりたいことに集中するため、実家で制作を開始。
2017年、SUMMITのYouTubeに自身がラップをした「low mind spaceship」のMVを公開。同年6月全曲フルプロデュースとなるラップアルバム「low mind boi」を発売、SUMMITに所属。6月、平井堅シングル「ノンフィクション」通常盤に収録された「魔法って言っていいかな?」のリミックスを手掛ける。8月、KIRIN「GRAND KIRIN IPA BEER」に自身の楽曲を提供。12月、自身がプロデュースをしたBIMの「Bonita」が公開。
2018年1月、お雑煮を食べながら制作した楽曲「Call」のMVを公開。3月、「現実 feelin' on my mind」のMVを公開。4月、自身の音楽制作のきっかけとなった「HARDOFF BEATS」に出演。5月、KIRINに提供をした「93' Syndrome」のMVが公開。監督は新保拓人。
2019年2月、2ndアルバム『VVORLD』を発売。

## ディスコグラフィー

### シングル
| タイトル  | リリース日    | レーベル |       |
| --------- | ------------- | -------- | ----- |
| Minecraft | 2021年7月23日 | SUMMIT   | [ 9 ] |

### 配信限定シングル
| 発売日        | タイトル                                                |
| ------------- | ------------------------------------------------------- |
| 2020年7月8日  | Digital Club                                            |
| 2021年1月6日  | Sekai feat. Koedawg                                     |
| 2021年3月17日 | Triforce (feat. Yo-Sea & OMSB) [Arcade Mix]             |
| 2021年3月24日 | Fruit Juice / BIM, VaVa                                 |
| 2021年4月16日 | Triforce (feat. Yo-Sea & OMSB)                          |
| 2021年4月28日 | 悲しいAkon                                              |
| 2021年8月25日 | Wheels feat. 吉田沙良(モノンクル) / PUNPEE, VaVa & OMSB |
| 2022年5月18日 | tAtu                                                    |
| 2023年2月22日 | Persona / VaVa, Snail's House                           |

### アルバム
|     | タイトル     | リリース日    | レーベル |        |
| --- | ------------ | ------------- | -------- | ------ |
| 1st | low mind boi | 2017年6月21日 | SUMMIT   | [ 5 ]  |
| 2nd | VVORLD       | 2019年2月20日 | SUMMIT   | [ 10 ] |
| 3rd | VVARP        | 2022年6月8日  | SUMMIT   | [ 11 ] |

### EP
| タイトル  | リリース日     | レーベル |        |
| --------- | -------------- | -------- | ------ |
| Virtual   | 2018年8月22日  | SUMMIT   |        |
| Idiot     | 2018年10月24日 | SUMMIT   |        |
| Universe  | 2018年12月26日 | SUMMIT   |        |
| Cyver     | 2019年12月25日 | SUMMIT   |        |
| Mevius    | 2020年1月31日  | SUMMIT   | [ 12 ] |
| Love Less | 2023年4月5日   | SUMMIT   |        |

### ビートアルバム
- 「Blue Popcorn」(2013年10月20日)［自主制作ビートテープ］
  - 恵比寿Baticaで開催されたPop Up Shop限定販売
- 「Jonathan」(2016年8月20日)［自主制作ビートテープ］
- 「シークレットビートテープ」(2017年4月8日)[13]

### MIX CD
- 「SUMMER SELECTED」 BIM&VaVa名義 (2013年7月11日)［自主制作］

### 楽曲提供
- THE OTOGIBANASHI'S　
  - 「BUSINESS CLASS」(2015年)
  - 「Department」
  - 「Year 1993 feat. MC S.MTN」
  - 「逆走」
  - 「極東のシャーク」
  - 「大脱出」 BIM&VaVa名義
  - 「出口はこちら」
- 平井堅
  - 「魔法って言っていいかな? VaVa Remix」(2017年)
- BIM　
  - 「Bonita」(2017年)

## 出演

### MV
- スカートとPUNPEE『ODDTAXI』（2021年4月、ポニーキャニオン）[14]